# Eneuops variabilis
Eneuops variabilis is een keversoort uit de familie bladrolkevers (Attelabidae). De wetenschappelijke naam van de soort werd in 1994 gepubliceerd door Zhang, Sun & Zhang.